# Popis hrvatskih veleposlanika u Španjolskoj
Republika Hrvatska i Kraljevina Španjolska održavaju diplomatske odnose od 9. ožujka 1992. Sjedište veleposlanstva je u Madridu.

## Veleposlanici
Veleposlanstvo Republike Hrvatske u Kraljevini Španjolskoj osnovano je odlukom predsjednika Republike od 10. prosinca 1992.
| Veleposlanik      | Postavljenje       | Opoziv              | Sjedište |
| ----------------- | ------------------ | ------------------- | -------- |
| Sergej Morsan     | 12. siječnja 1993. | 11. rujna 1997.     | Madrid   |
| Frane Krnić       | 1. listopada 1997. | 1. studenoga 2002.  | Madrid   |
| Filip Vučak       | 23. travnja 2003.  | 31. prosinca 2008.  | Madrid   |
| Neven Pelicarić   | 1. siječnja 2009.  | 31. srpnja 2013.    | Madrid   |
| Svjetlan Berković | 1. studenoga 2013. | 31. listopada 2018. | Madrid   |

## Vanjske poveznice
- Španjolska na stranici MVEP-a